# Кумба, Клод
Клод Кумба (фр. Claude Coumba; род. 8 октября 1947, Кайенна) -— французский футболист, центральный защитник.

## Биография
Клод Кумба родился 8 октября 1947 года в городе Кайенна во Французской Гвиане.
Играл в футбол на позиции центрального защитника. В сезоне-1969/70 входил в заявку парижского «Ред Стара», однако не играл в главной команде, выступая за дубль в третьем дивизионе.
В 1970—1977 годах выступал за «Валансьен». В сезоне-1970/71 снова не выходил на поле в первом дивизионе, однако в сезоне-1971/72 после вылета во второй дивизион провёл 18 матчей. После возвращения в первый дивизион сыграл в 4 поединках сезона-1972/73, по итогам которого «Валансьен» вновь понизился в классе. В следующих двух сезонах во втором дивизионе был игроком основного состава, проведя соответственно 31 и 27 матчей и забив по голу. После возвращения в первый дивизион остался в основном составе, провёл за два сезона 67 матчей, забил 1 мяч.
Сезон-1977/78 провёл в «Лавале», сыграл в чемпионате Франции 14 матчей, забил 1 гол. В следующем сезоне входил в заявку, но на поле не появлялся.
В 2010-х годах входил в тренерский штаб «Матури», выступающего в чемпионате Французской Гвианы.

## Увековечение
В 2015 году спорткомплекс в Кайенне назвали именем Клода Кумба.